# Wolfgang Kraneck

Wolfgang Kraneck

Wolfgang Kraneck (geboren als Wolfgang Kraschutzki 28. Februar 1900 in Karlsruhe; gestorben 30. Dezember 1943 in Zara, Italienische Sozialrepublik) war ein deutscher Politiker (NSDAP).

## Leben
Karl Otto Wolfgang Kraschutzki war ein Sohn des Sanitätsoffiziers Franz Kraschutzki (1856–1933) und der Lucie Wilcke (1864–1955), sein Vater war später Obergeneralarzt und Mitglied der NSDAP. Er hatte eine Schwester, sein älterer Bruder Heinz Kraschutzki wurde in der Weimarer Republik Pazifist.  Nach dem Besuch der Vorbereitungsschule und des König-Wilhelm-Gymnasiums in Magdeburg nahm er von Juli 1917 bis zum November 1918 mit der Kaiserlichen Marine am Ersten Weltkrieg teil. Bei seinem Ausscheiden aus dem aktiven Dienst im Januar 1919 hatte er den Rang eines Fähnrichs zur See auf dem Großlinienschiff Kaiser erreicht.
Seit 1919 gehörte Kraschutzki dem Grenzschutz von Schleswig-Holstein an. Im selben Jahr begann er mit dem Studium der Rechts- und Staatswissenschaften, dass er bis 1922 in Kiel und Berlin absolvierte. 1924 promovierte er in Kiel bei Walter Jellinek zum Dr. jur. 1926 kam er als Gerichtsassessor zum Amtsgericht Eckernförde. Von 1927 bis 1929 war er als Hilfsarbeiter in der Seeschifffahrtsabteilung des Reichsverkehrsministeriums tätig. Im August 1930 wurde er zum Landgerichtsrat in Altona ernannt.
Kraschutzki trat zum 1. Februar 1932 der NSDAP bei (Mitgliedsnummer 839.917). Von April 1932 bis zum März 1938 amtierte er als Leiter des Rechtsamtes der Auslandsorganisation der NSDAP. Von April 1932 bis Mai 1933 fungierte er als Stellvertreter des Leiters der damaligen Auslandsabteilung der Reichsleitung. Am 18. März 1933 nannte er sich Kraneck. Am 3. November 1933 wurde er mit dem Vorsitz des Gaugerichts der Auslandsorganisation betraut und verblieb in dieser Funktion bis Mai 1939. Hinzu kam die Mitgliedschaft in der Akademie für Deutsches Recht. Der Kriegsmarine gehörte er wiederum als Leutnant der Marine-Artillerie der Reserve an und wurde 1942 zum Korvettenkapitän befördert.
Von März 1936 bis zu seinem Tod 1943 saß Kraneck als Abgeordneter für den Wahlkreis 5 (Frankfurt an der Oder) im nationalsozialistischen Reichstag. Sein Mandat wurde anschließend bis Kriegsende von Theodor Leonhardt weitergeführt.
1943 wurde er im Auswärtigen Amt vortragender Legationsrat. Kraneck starb 1943 bei Kampfhandlungen im seit 1918 zu Italien gehörenden Zadar.

## Schriften (Auswahl)
- Wolfgang Kraschutzki: Die subjektive Steuerpflicht bei den Personalsteuern und das Problem der internationalen Doppelbesteuerung : eine juristische Untersuchung. Kiel, Univ., Diss., 1924